# Kostrzyn (Mazovie)
Pour les articles homonymes, voir Kostrzyn (homonymie).
Kostrzyn (prononciation : [ˈkɔstʂɨn]) est un village polonais de la gmina de Wyśmierzyce dans le powiat de Białobrzegi de la voïvodie de Mazovie dans le centre-est de la Pologne.
Il se situe à environ 14 km au sud-ouest de Wyśmierzyce (siège de la gmina), 24 km au sud-ouest de Białobrzegi (siège du powiat) et à 78 km au sud de Varsovie (capitale de la Pologne).
Le village possède approximativement une population de 300 habitants.

## Histoire
De 1975 à 1998, le village appartenait administrativement à la voïvodie de Radom.